# Meunasah Leubok
Meunasah Leubok is een bestuurslaag in het regentschap Aceh Timur van de provincie Atjeh, Indonesië. Meunasah Leubok telt 1774 inwoners (volkstelling 2010).